# Championnat du Pérou de football 2019
Navigation
Édition précédente Édition suivante
La saison 2019 du championnat du Pérou de football, dénommée Liga 1 Movistar, se déroule de février à décembre 2019 avec trois phases : le tournoi d'ouverture, le tournoi de clôture et la phase dite de Play off.
Le surprenant Deportivo Binacional s'adjuge son tout premier titre en s'imposant sur l'Alianza Lima lors de la finale (4-1 et 0-2). Celle-ci revêt un caractère historique puisque la FPF autorise pour la première fois le recours à la VAR dans une rencontre de championnat au Pérou.

## Règlement du championnat 2019
Le règlement change cette saison, le championnat se déroule en trois phases et le nombre de participants est porté à 18 équipes.
- Tournoi d'ouverture : les 18 équipes se rencontrent une fois soit 17 matchs. Le vainqueur du tournoi est qualifié pour la phase de Play off.
- Tournoi de clôture : les 18 équipes se rencontrent une fois soit 17 matchs dans l'ordre inverse par rapport au tour précédent. Le vainqueur du tournoi est lui aussi qualifié pour la phase de Play off.
- Play off : Les vainqueurs des tournois d'ouverture et clôture sont rejoints par les deux autres meilleures équipes du classement cumulé. Après des demi-finales en matchs aller / retour, la finale se joue également suivant la même modalité. En cas d'égalité après ces deux rencontres, une troisième partie se jouera sur terrain neutre. Si une même équipe remportait à la fois les deux tournois (ouverture et clôture), la phase de Play-off serait annulée, le club en question étant automatiquement désigné champion du Pérou.

Les quatre premières équipes du classement cumulé sont qualifiées pour la Copa Libertadores 2020, les trois équipes suivantes sont qualifiées pour la Copa Sudamericana 2020. Une quatrième place pour la Copa Sudamericana est allouée au vainqueur de la Copa Bicentenario, un tournoi regroupant les 30 équipes professionnelles du pays (D1 et D2). Si cette équipe est déjà qualifiée pour une coupe continentale, la place revient au 8e du classement cumulé.
Les deux équipes les moins bien classées du classement cumulé sont reléguées en deuxième division.

## Les clubs participants
| \| AC AL Alianza Universidad Ayacucho FC Carlos A. Mannucci Binacional DM FBC Melgar Pirata FC Real Garcilaso SB Sport Huancayo SC Unión Comercio USM UTC Univ. C. Vallejo UD \| Localisation des clubs engagés dans le championnat 2019. · Légende : · AC : Academia Cantolao, AL : Alianza Lima, DM : Deportivo Municipal, SB : Sport Boys, SC : Sporting Cristal, UD : Universitario de Deportes, USM : Universidad San Martín |
| AC AL Alianza Universidad Ayacucho FC Carlos A. Mannucci Binacional DM FBC Melgar Pirata FC Real Garcilaso SB Sport Huancayo SC Unión Comercio USM UTC Univ. C. Vallejo UD |

Le championnat compte dix-huit clubs, dont cinq basés à Lima.
| Club                               | Ville      |
| ---------------------------------- | ---------- |
| Academia Cantolao                  | Callao     |
| Alianza Lima                       | Lima       |
| Alianza Universidad (promu)        | Huánuco    |
| Ayacucho FC                        | Ayacucho   |
| Carlos A. Mannucci (promu)         | Trujillo   |
| Deportivo Binacional               | Juliaca    |
| Deportivo Municipal                | Lima       |
| FBC Melgar                         | Arequipa   |
| Pirata FC (promu)                  | Olmos (en) |
| Real Garcilaso                     | Cuzco      |
| Sport Huancayo                     | Huancayo   |
| Sport Boys                         | Callao     |
| Sporting Cristal (tenant du titre) | Lima       |
| Unión Comercio                     | Tarapoto   |
| Universidad César Vallejo (promu)  | Trujillo   |
| Universidad San Martín             | Lima       |
| UTC                                | Cajamarca  |
| Universitario de Deportes          | Lima       |

## Compétition

### Tournoi d'ouverture

#### Classement
| Rang | Équipe                     | Pts | J  | G  | N | P  | Bp | Bc | Diff |
| ---- | -------------------------- | --- | -- | -- | - | -- | -- | -- | ---- |
| 1    | Deportivo Binacional       | 36  | 17 | 12 | 0 | 5  | 44 | 23 | +21  |
| 2    | Sporting CristalT          | 32  | 17 | 9  | 5 | 3  | 28 | 13 | +15  |
| 3    | Universidad César VallejoP | 29  | 17 | 9  | 2 | 6  | 25 | 21 | +4   |
| 4    | Deportivo Municipal -1     | 27  | 17 | 7  | 7 | 3  | 27 | 20 | +7   |
| 5    | Alianza Lima               | 26  | 17 | 7  | 5 | 5  | 30 | 24 | +6   |
| 6    | Real Garcilaso             | 26  | 17 | 7  | 5 | 5  | 19 | 15 | +4   |
| 7    | Ayacucho FC                | 25  | 17 | 7  | 4 | 6  | 26 | 23 | +3   |
| 8    | UTC                        | 25  | 17 | 6  | 7 | 4  | 26 | 24 | +2   |
| 9    | Academia Cantolao          | 25  | 17 | 6  | 7 | 4  | 18 | 17 | +1   |
| 10   | Sport Huancayo             | 24  | 17 | 6  | 6 | 5  | 22 | 23 | -1   |
| 11   | FBC Melgar                 | 23  | 17 | 6  | 5 | 6  | 26 | 25 | +1   |
| 12   | Universitario de Deportes  | 23  | 17 | 6  | 5 | 6  | 25 | 27 | -2   |
| 13   | Alianza UniversidadP2      | 22  | 17 | 5  | 7 | 5  | 18 | 18 | 0    |
| 14   | Carlos A. MannucciP        | 16  | 17 | 4  | 4 | 9  | 22 | 27 | -5   |
| 15   | Unión Comercio             | 15  | 17 | 3  | 6 | 8  | 15 | 21 | -6   |
| 16   | Universidad San Martín     | 15  | 17 | 3  | 6 | 8  | 13 | 32 | -19  |
| 17   | Pirata FCP2 -1             | 13  | 17 | 3  | 5 | 9  | 17 | 29 | -12  |
| 18   | Sport Boys                 | 10  | 17 | 2  | 4 | 11 | 9  | 28 | -19  |

|  | Qualification à la phase de Play off du championnat                       |
|  | T : Tenant du titre P : Promu de Segunda División P2 : Promu de Copa Perú |

### Tournoi de clôture

#### Classement
| Rang | Équipe                     | Pts | J  | G  | N | P  | Bp | Bc | Diff |
| ---- | -------------------------- | --- | -- | -- | - | -- | -- | -- | ---- |
| 1    | Alianza Lima               | 35  | 17 | 10 | 5 | 2  | 32 | 23 | +9   |
| 2    | Universitario de Deportes  | 33  | 17 | 9  | 6 | 2  | 16 | 10 | +6   |
| 3    | Sporting CristalT          | 31  | 17 | 9  | 4 | 4  | 31 | 20 | +11  |
| 4    | Deportivo Binacional       | 28  | 17 | 7  | 7 | 3  | 30 | 13 | +17  |
| 5    | Carlos A. MannucciP        | 28  | 17 | 7  | 7 | 3  | 20 | 19 | +1   |
| 6    | Sport Boys                 | 27  | 17 | 7  | 6 | 4  | 23 | 21 | +2   |
| 7    | Sport Huancayo             | 26  | 17 | 7  | 5 | 5  | 24 | 21 | +3   |
| 8    | Universidad San Martín     | 26  | 17 | 6  | 8 | 3  | 21 | 15 | +6   |
| 9    | FBC Melgar                 | 24  | 17 | 7  | 3 | 7  | 29 | 22 | +7   |
| 10   | Ayacucho FC                | 22  | 17 | 6  | 4 | 7  | 17 | 21 | -4   |
| 11   | Real Garcilaso             | 21  | 17 | 6  | 3 | 8  | 19 | 16 | +3   |
| 12   | Unión Comercio             | 19  | 17 | 5  | 4 | 8  | 21 | 27 | -6   |
| 13   | Alianza UniversidadP2      | 19  | 17 | 5  | 4 | 8  | 17 | 26 | -9   |
| 14   | Universidad César VallejoP | 18  | 17 | 4  | 6 | 7  | 15 | 19 | -4   |
| 15   | Academia Cantolao          | 16  | 17 | 4  | 4 | 9  | 23 | 30 | -7   |
| 16   | UTC                        | 14  | 17 | 2  | 8 | 7  | 12 | 22 | -10  |
| 17   | Pirata FCP2 -4             | 9   | 17 | 3  | 4 | 10 | 12 | 30 | -18  |
| 18   | Deportivo Municipal -5     | 8   | 17 | 3  | 4 | 10 | 20 | 27 | -7   |

|  | Qualification à la phase de Play off du championnat                       |
|  | T : Tenant du titre P : Promu de Segunda División P2 : Promu de Copa Perú |

### Classement cumulé
| Rang | Équipe                     | Pts | J  | G  | N  | P  | Bp | Bc | Diff |
| ---- | -------------------------- | --- | -- | -- | -- | -- | -- | -- | ---- |
| 1    | Sporting CristalT +2       | 65  | 34 | 18 | 9  | 7  | 59 | 33 | +26  |
| 2    | Deportivo BinacionalOuv    | 64  | 34 | 19 | 7  | 8  | 74 | 36 | +38  |
| 3    | Alianza LimaClo            | 61  | 34 | 17 | 10 | 7  | 62 | 47 | +15  |
| 4    | Universitario de Deportes  | 56  | 34 | 15 | 11 | 8  | 41 | 37 | +4   |
| 5    | Sport Huancayo +1          | 51  | 34 | 13 | 11 | 10 | 46 | 44 | +2   |
| 6    | FBC Melgar                 | 47  | 34 | 13 | 8  | 13 | 55 | 47 | +8   |
| 7    | Real Garcilaso             | 47  | 34 | 13 | 8  | 13 | 38 | 31 | +7   |
| 8    | Universidad César VallejoP | 47  | 34 | 13 | 8  | 13 | 40 | 40 | 0    |
| 9    | Ayacucho FC                | 47  | 34 | 13 | 8  | 13 | 43 | 44 | -1   |
| 10   | Carlos A. MannucciP        | 44  | 34 | 11 | 11 | 12 | 42 | 46 | -4   |
| 11   | Academia Cantolao          | 41  | 34 | 10 | 11 | 13 | 41 | 47 | -6   |
| 12   | Alianza UniversidadP2      | 41  | 34 | 10 | 11 | 13 | 35 | 44 | -9   |
| 13   | Universidad San Martín     | 41  | 34 | 9  | 14 | 11 | 34 | 47 | -13  |
| 14   | UTC                        | 39  | 34 | 8  | 15 | 11 | 38 | 46 | -8   |
| 15   | Sport Boys                 | 37  | 34 | 9  | 10 | 15 | 32 | 49 | -17  |
| 16   | Deportivo Municipal -6     | 35  | 34 | 10 | 11 | 13 | 47 | 47 | 0    |
| 17   | Unión Comercio             | 34  | 34 | 8  | 10 | 16 | 36 | 48 | -12  |
| 18   | Pirata FCP2 -5             | 22  | 34 | 6  | 9  | 19 | 29 | 59 | -30  |

|  | Qualification pour la Copa Libertadores 2020 |
|  | Qualification pour la Copa Sudamericana 2020 |
|  | Relégation directe en deuxième division |
|  | T : Tenant du titre Ouv : Vainqueur du tournoi d'ouverture Clo : Vainqueur du tournoi de clôture P : Promu de Segunda División P2 : Promu de Copa Perú CB : Vainqueur de la Copa Bicentenario |

### Play off

#### Tableau
|  |                                   |                      |              |            |            |   |   |        |        |        |        |        |
|  | 1/2 finale                        | 1/2 finale           | 1/2 finale   | 1/2 finale | 1/2 finale |   |   | Finale | Finale | Finale | Finale | Finale |
|  |                                   |                      |              |            |            |   |   |        |        |        |        |        |
|  |                                   |                      |              |            |            |   |   |        |        |        |        |        |
|  | Deportivo Binacional              |                      |              |            |            |   |   |        |        |        |        |        |
|  | 8 et 15 décembre 2019             |                      |              |            |            |   |   |        |        |        |        |        |
|  | Dep. Binacional qualifié d'office |                      |              |            |            |   |   |        |        |        |        |        |
|  | Deportivo Binacional              |                      | 4            | 0          | 4          |   |   |        |        |        |        |        |
|  | Deportivo Binacional              | 1 et 4 décembre 2019 | 4            | 0          | 4          |   |   |        |        |        |        |        |
|  |                                   |                      | Alianza Lima |            | 1          | 2 | 3 |        |        |        |        |        |
|  | Sporting Cristal                  |                      | Alianza Lima | 0          | 1          | 2 | 3 | 1      | 1      |        |        |        |
|  | Sporting Cristal                  |                      |              | 0          |            |   |   | 1      | 1      |        |        |        |
|  | Alianza Lima                      |                      | 1            | 1          | 2          |   |   |        |        |        |        |        |
|  | Alianza Lima                      |                      | 1            | 1          | 2          |   |   |        |        |        |        |        |

#### Demi-finale du championnat
| Équipe       | Aller | Total | Retour | Équipe           |
| ------------ | ----- | ----- | ------ | ---------------- |
| Alianza Lima | 1 - 0 | 2 - 1 | 1 - 1  | Sporting Cristal |

| 1er décembre 2019 | Alianza Lima         | 1 - 0   | Sporting Cristal | Estadio Alejandro Villanueva, Lima |                        |
| 15:30             | Aldair Fuentes 90+3e | (0 - 0) |                  | Arbitrage : Diego Haro             | Arbitrage : Diego Haro |
| 15:30             | Rapport              |         |                  | Arbitrage : Diego Haro             | Arbitrage : Diego Haro |

| 4 décembre 2019 | Sporting Cristal         | 1 - 1   | Alianza Lima     | Estadio Nacional, Lima        |                               |
| 20:00           | Carlos Beltrán 61e (csc) | (0 - 1) | 14e Luis Ramírez | Arbitrage : Miguel Santiváñez | Arbitrage : Miguel Santiváñez |
| 20:00           | Rapport                  |         |                  | Arbitrage : Miguel Santiváñez | Arbitrage : Miguel Santiváñez |

#### Finale du championnat
| Équipe               | Aller | Total | Retour | Équipe       |
| -------------------- | ----- | ----- | ------ | ------------ |
| Deportivo Binacional | 4 - 1 | 4 - 3 | 0 - 2  | Alianza Lima |

| 8 décembre 2019 | Deportivo Binacional                                                                 | 4 - 1   | Alianza Lima           | Estadio Guillermo Briceño Rosamedina, Juliaca |                              |
| 15:00           | Ángel Ojeda 42e · Edson Aubert 51e · Aldair Rodríguez 54e · Donald Millán 89e (pen.) | (1 - 1) | 22e Federico Rodríguez | Arbitrage : Michael Espinoza                  | Arbitrage : Michael Espinoza |
| 15:00           | Rapport                                                                              |         |                        | Arbitrage : Michael Espinoza                  | Arbitrage : Michael Espinoza |

| 15 décembre 2019 | Alianza Lima                              | 2 - 0   | Deportivo Binacional | Estadio Alejandro Villanueva, Lima |                              |
| 15:30            | Luis Ramírez 34e · John Fajardo 77e (csc) | (1 - 0) |                      | Arbitrage : Patricio Loustau       | Arbitrage : Patricio Loustau |
| 15:30            | Rapport                                   |         |                      | Arbitrage : Patricio Loustau       | Arbitrage : Patricio Loustau |

| Pérou                          |
| Champion                       |
| Deportivo Binacional 1er titre |

## Bilan de la saison
| Championnat du Pérou de football 2019 |                                  |
| Champion                              | Deportivo Binacional (1er titre) |
| Qualifications continentales          |                                  |
| Copa Libertadores 2020                | Deportivo Binacional             |
| Copa Libertadores 2020                | Alianza Lima                     |
| Copa Libertadores 2020                | Sporting Cristal                 |
| Copa Libertadores 2020                | Universitario de Deportes        |
| Copa Sudamericana 2020                | Sport Huancayo                   |
| Copa Sudamericana 2020                | FBC Melgar                       |
| Copa Sudamericana 2020                | Real Garcilaso                   |
| Copa Sudamericana 2020                | Atlético Grau                    |
| Promotions et relégations             |                                  |
| Promus en Liga 1                      | Cienciano del Cusco              |
| Promus en Liga 1                      | FC Carlos Stein                  |
| Promus en Liga 1                      | Atlético Grau                    |
| Promus en Liga 1                      | Deportivo Llacuabamba            |
| Relégués en Liga 2                    | Unión Comercio                   |
| Relégués en Liga 2                    | Pirata FC                        |